# Biserica de lemn din Alunișu-Cătănoi

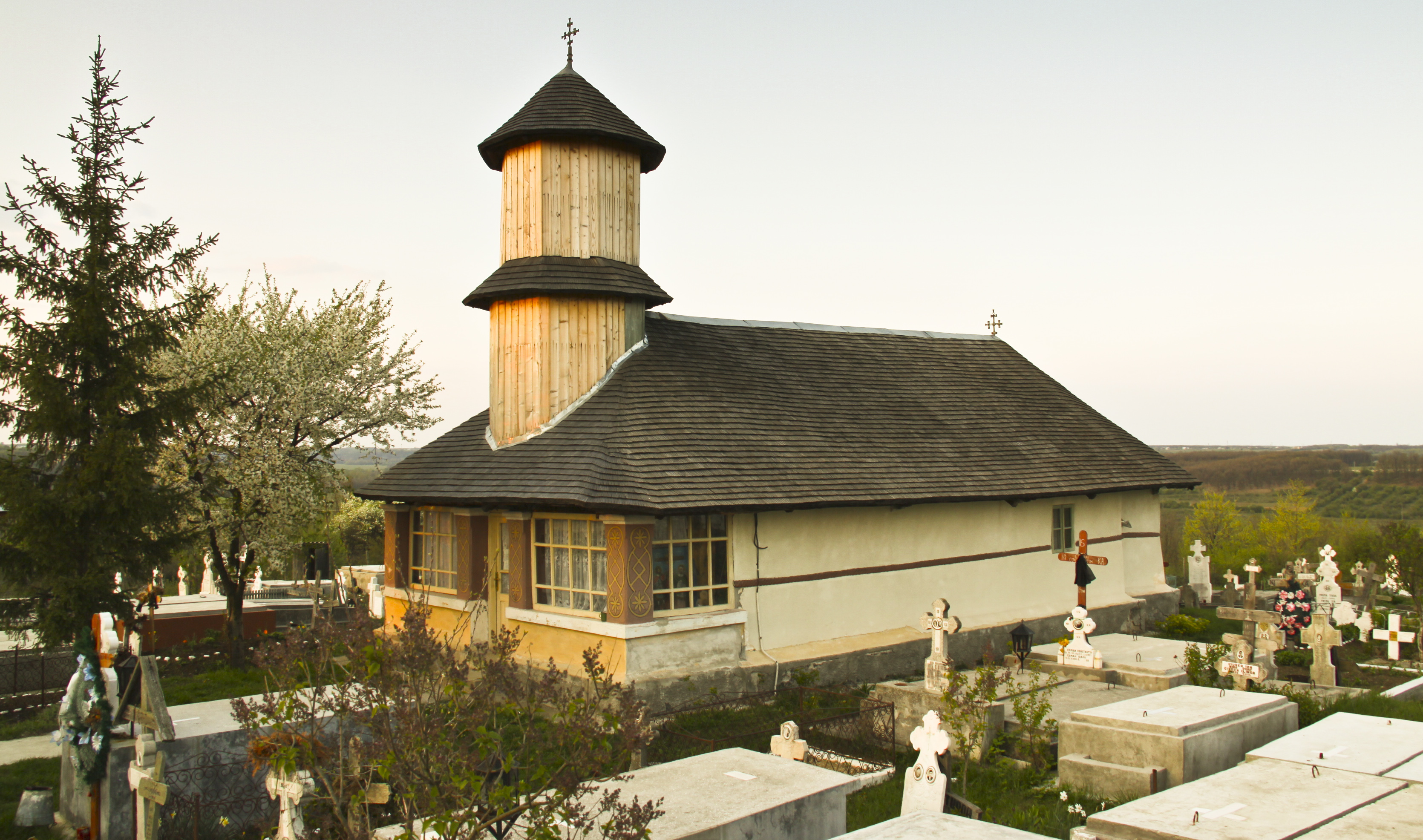
Biserica de lemn din Alunişu-Cătănoi, judeţul Olt. Foto: 2010

Biserica de lemn din Alunișu-Cătănoi se află în cătunul Cătănoi din localitatea Alunișu din județul Olt, poartă hramul „Cuvioasa Paraschiva” și este datată din 1812-1813. Biserica este înscrisă pe noua listă a monumentelor istorice, cod LMI OT-II-m-B-08640.

## Imagini din exterior

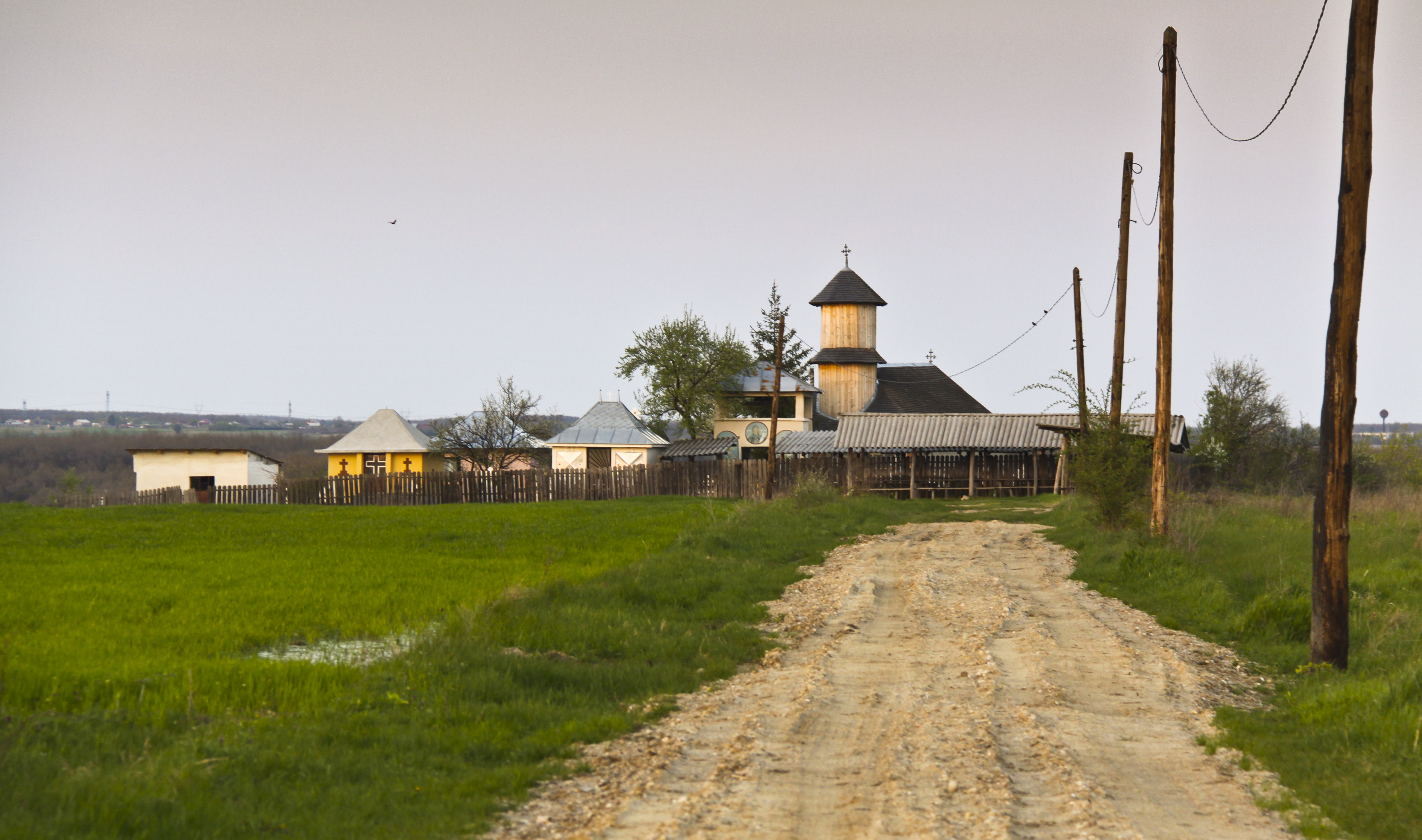
spre cimitir
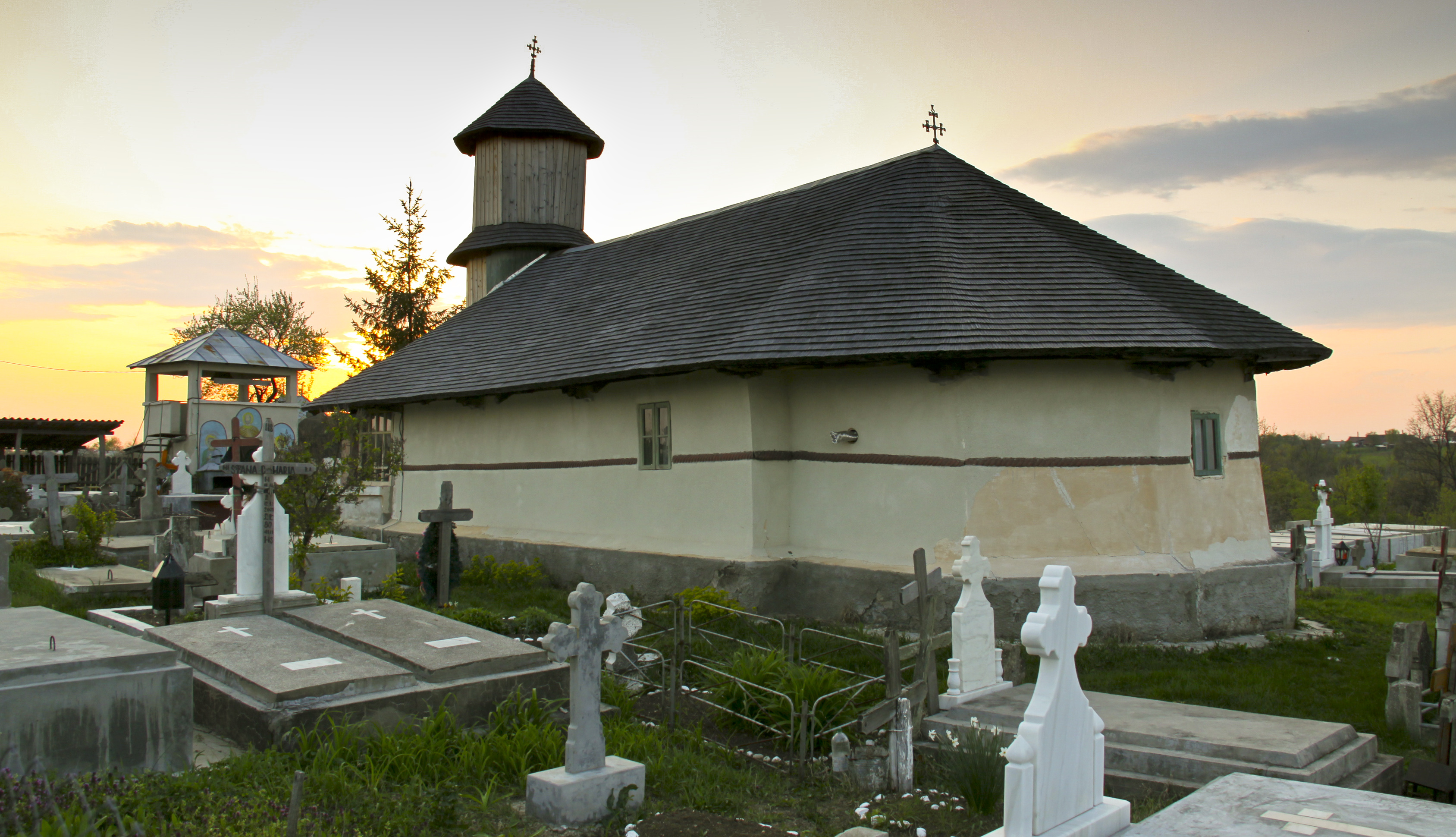
sud-est